# カトヴィツェ空港
カトヴィツェ空港（カトヴィツェくうこう、英語: Katowice Airport、ポーランド語: Port Lotniczy Katowice）はポーランド共和国シロンスク県カトヴィツェに位置する国際空港である。ポーランドの空港では4番目に旅客数が多く、貨物取扱量では2番目に多い空港となる。

## 歴史

### 初期史
現在のカトヴィツェ空港の土地は当初ドイツ軍兵士によって使用されていた。1940年、ドイツ空軍はピジョビツェ周辺の牧草地に空軍基地の建設を開始した。ドイツは長さ1,000 - 1,500mの3つの滑走路を建設した。空軍基地はドイツ帝国内から東部戦線の部隊へ物資を輸送する軍用機を扱っていた。
第二次世界大戦の終盤にはメッサーシュミット Me163のテスト飛行が行われた。1941年に第一次世界大戦のエース・パイロットであったエルンスト・ウーデットが自殺により亡くなった後、この空軍基地は"ウーデットフェルド" (Udetfeld) と名付けられた。
1945年から1951年まではソ連空軍が空軍基地を使用していた。1950年代初頭にソ連は空軍基地をポーランド空軍に引き渡した。
1964年に新しい滑走路が建設され、1966年10月6日に最初の民間航空便であるワルシャワ行きのLOTポーランド航空の航空機が離陸した。1969年の終わりまでに、誘導路とエプロンを備えた小さな旅客ターミナル (550m²) が建設された。
この滑走路は2015年5月に完成した新しい滑走路 (3,200m) に置き換えられた。

### 1990年代以降
1991年、空港運営会社アッパー・シレジア・アビエーション・グループ (英：Upper Silesian Aviation Group、波：Górnośląskie Towarzystwo Lotnicze (GTL)) が設立された。1993年3月27日、ルフトハンザドイツ航空の航空機がフランクフルト空港へ向かい最初の国際便となった。
新しい旅客ターミナルであるBターミナルが2007年に供用を開始し、2015年には到着専用のCターミナルが供用を開始した。
将来的には新しい旅客ターミナルの建設、最近建設された貨物ターミナルのさらなる拡張、新しい空港連絡鉄道の建設が計画されている。
2018年10月3日、空港は1年の空港利用者数が400万人を突破したことを祝った。

## 設備

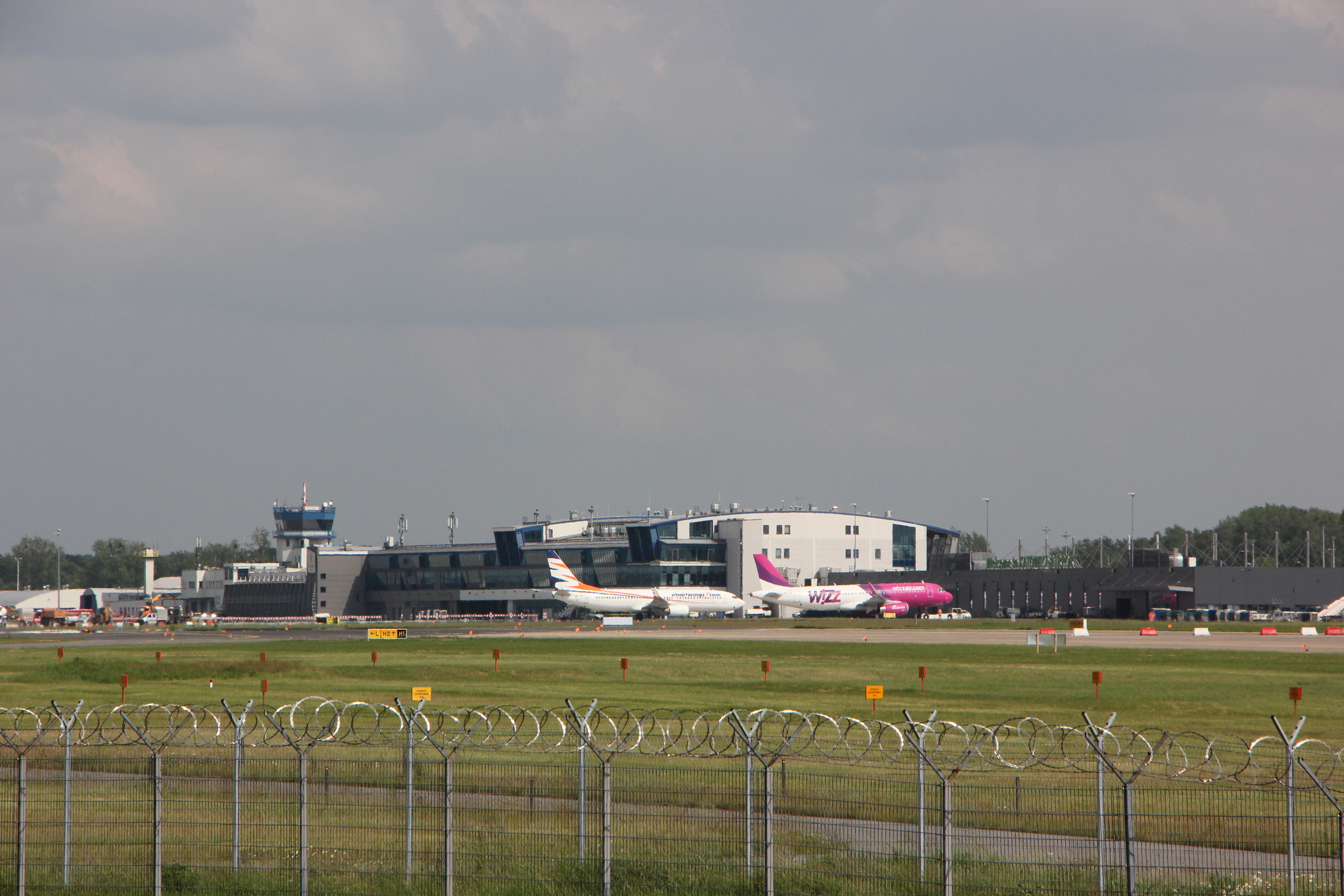
スポッティング・プラットホームからターミナルを望む

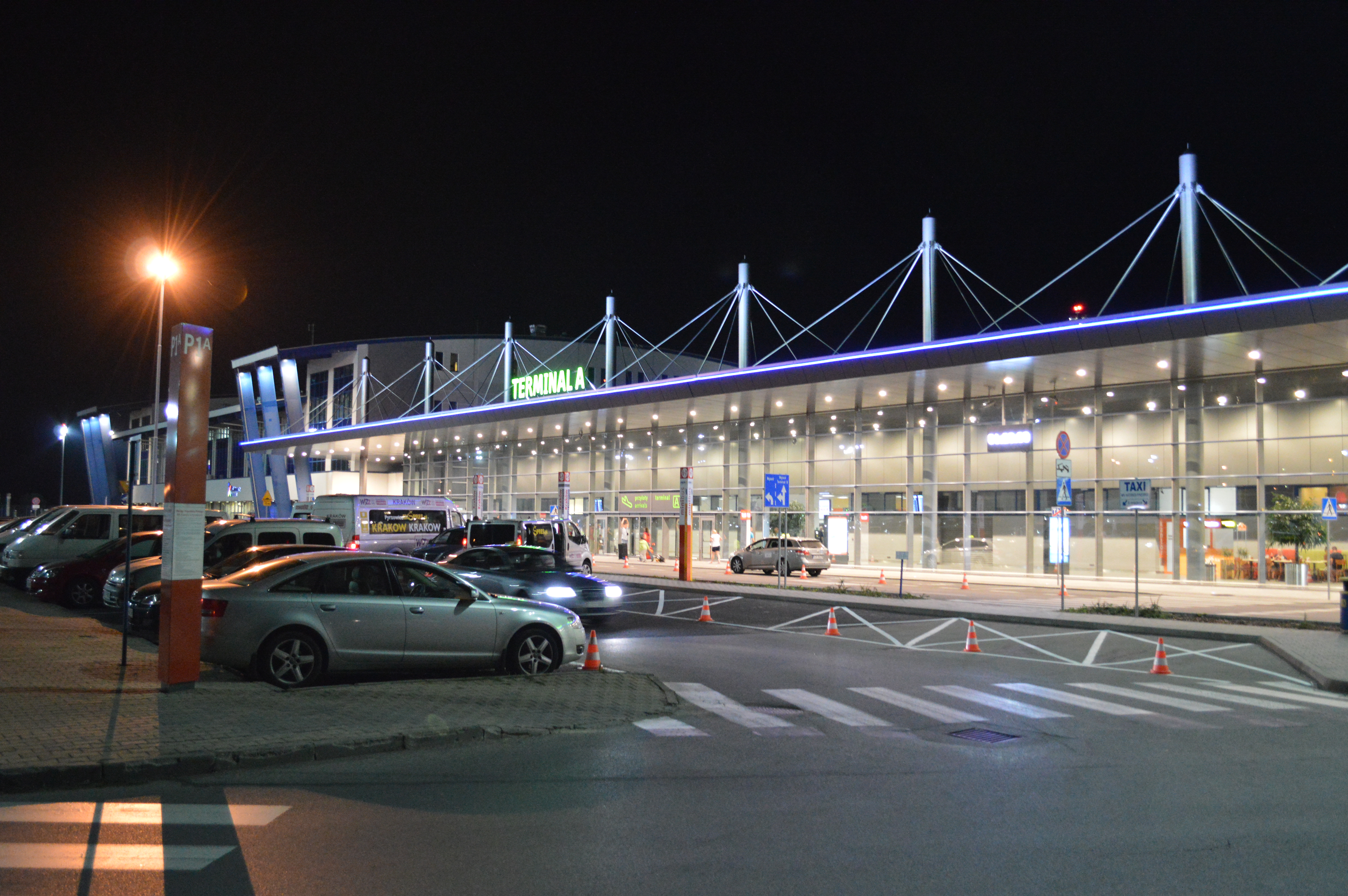
夜間のターミナルAとB

### ターミナル
空港には、3つの旅客ターミナル（出発ターミナルA・B、到着ターミナルC）と貨物ターミナルがある。ターミナルは年間約360万人の乗客を処理することができる。Aターミナルはシェンゲン圏（シェンゲン協定適用範囲）外へ向かう国際線を処理しており、Bターミナルはシェンゲン圏内へ向かう国際線を処理している。Cターミナルはシェンゲン圏内外全ての国からやってくる国際線を処理している。ポーランドで最も長い空港の展望デッキはBターミナルにある。また、新しい貨物ターミナルのDターミナルが計画中である。

### 滑走路・エプロン
空港のコンクリート滑走路は長さ3,200m、幅45mで、最大離陸重量では無理であるがボーイング747またはボーイング777ほどの大きさの航空機が離着陸することが可能である。過去にはO・K・アントーノウ記念航空科学技術複合体の大型輸送機An-124やAn-225が離着陸した実績もある。空港では新世代の計器着陸装置であるタレス 420が使用されている。カトヴィツェ空港の滑走路はポーランドで2番目に長い滑走路でもある。また、メインエプロン西側、貨物エプロン東側の誘導路EとHの間に新しい33スタンドが建設中である。
カトヴィツェ空港にはスポッティング・プラットホームが滑走路09/27の東西に1箇所ずつ、計2箇所設置されている。スポッティング・プラットホームへの立ち入りは無料で、写真を撮ったり航空機を見たりする全ての人が利用することができる。プラットホームは地上2.5mの高さにある。

### 航空管制塔
カトヴィツェ空港の管制塔は高さ46mでポーランド国内および東ヨーロッパで最も高い管制塔となっている。

### ホテル
"モクシー・バイ・マリオット"ホテルがメイン駐車場入口 (P1) 横に建設された。ターミナルからすぐ近くにあり、ターミナルとホテルを直接結ぶ連絡通路の建設計画もある。

### 駐車場
空港にはP1、P2、P3と主要な駐車場が3つある。P1駐車場はターミナルに直接接続された最も近い駐車場で、P2駐車場はP1駐車場の東に、P3駐車場はP2駐車場の隣にある。また、これ以外にもたくさんの専用駐車場が空港に隣接して存在している。空港には合計3922の駐車スペースがある。また、プレミアム駐車場も存在している。

### 整備場
空港には2つの主要な整備場がある。1つは主にウィズエアーの航空機の整備を行い、もう1つがその他全ての航空会社の航空機の整備を受け持っている。

## 就航路線

### 旅客便
| 航空会社                             | 就航地 |
| ------------------------------------ | --- |
| エーゲ航空 (AEE)                     | 季節運航・チャーター便：アテネ、イラクリオン、カラマタ、テッサロニキ |
| カイロ航空 (MSC)                     | フルガダ、マルサ・アラム、シャルム・エル・シェイク |
| アルマシーラ・ユニバーサル航空 (LMU) | チャーター便：フルガダ、シャルム・エル・シェイク |
| AMC航空 (AMV)                        | 季節運航・チャーター便：フルガダ、マルサ・アラム、タバ |
| アストラ航空 (AZI)                   | 季節運航・チャーター便：ミティリーニ |
| ブルーパノラマ航空 (BPA)             | チャーター便：フエルテベントゥラ、フルガダ、タバ 季節運航・チャーター便：アンタルヤ、ボドルム、ハニア、コルフ、イラクリオン、イズミル、マラガ、マルサ・アラム、オルビア、ロードス、ティラナ、ヴァルナ |
| ブル・エアー (BVL)                   | 季節運航・チャーター便：ブルガス、ヴァルナ |
| ブルガリア航空 (LZB)                 | 季節運航・チャーター便：ブルガス |
| ブルガリアン・エア・チャーター (BUC) | 季節運航・チャーター便：ブルガス、ヴァルナ |
| コレンドン航空 (CAI)                 | 季節運航：アンタルヤ |
| エリン航空 (ELB)                     | 季節運航：イラクリオン、テッサロニキ |
| エンター・エア (ENT)                 | 季節運航：コルフ チャーター便：アンタルヤ、フエルテベントゥラ、フンシャル、グラン・カナリア、フルガダ、ランサローテ、マルサ・アラム、サル、シャルム・エル・シェイク、テルアビブ/ベン・グリオン、テネリフェ/スール 季節運航・チャーター便：アガディール、アルメリア、アテネ、バルセロナ/エル・プラット、ボドルム、ブルガス、カターニア、コロンボ、コルフ、ダラマン、ジェルバ、エンフィダ、ファロ、ジローナ、イラクリオン、イビサ、イズミル、カヴァラ、コス、ラメーツィア・テルメ、マラガ、メノルカ、モンバサ、パレルモ、パルマ・デ・マヨルカ、ラアス・アル＝ハイマ、ロードス、サモス、テッサロニキ、ティラナ、ティヴァト、ヴァルナ、ザキントス                                                  |
| LOTポーランド航空 (LOT)              | ワルシャワ/ショパン 季節運航・チャーター便：アンタルヤ、ボドルム、ブルガス、カターニア、コルフ、ジローナ、コス、ミティリーニ、オフリド、ロードス、ポドゴリツァ、ティラナ、ティヴァト、ヴァルナ |
| ルフトハンザドイツ航空 (DLH)         | フランクフルト、ミュンヘン |
| ヌーベルエア (LBT)                   | 季節運航・チャーター便：ジェルバ、モナスティル |
| オヌル航空 (OHY)                     | チャーター便：アンタルヤ 季節運航・チャーター便：ボドルム |
| ペガサス航空 (PGT)                   | 季節運航・チャーター便：アンタルヤ |
| ライアンエアー (RYR)                 | アテネ、ベルガモ、バーミンガム、ボローニャ (2019年10月29日運航開始)、ブリンディジ (2019年11月1日運航開始)、カターニア (2019年11月1日運航開始)、ケルン/ボン (2019年11月2日運航開始)、コーク (2019年10月31日運航開始)、ドルトムント (2019年10月29日運航開始)、ダブリン、エディンバラ、ヨーテボリ (2019年10月30日運航開始)、キーウ/ボルィースピリ (2019年10月30日運航開始)、ロンドン/スタンステッド、マンチェスター (2019年10月29日運航開始)、オデッサ (2019年10月29日運航開始)、パフォス (2019年11月3日運航開始)、サンデフィヨルド (2019年11月2日運航開始) |
| ライアンエアー・サン (RYS)           | 季節運航・チャーター便：アンタルヤ、アテネ、ブルガス、ハニア、コルフ、ダラマン、イラクリオン、イズミル、ケファロニア、コス、ラルナカ、メノルカ、パルマ・デ・マヨルカ、パフォス、パトラ、プレヴェザ/レフカダ、ロードス、テッサロニキ、ティラナ、ヴァルナ、ザキントス |
| スマートウィングズ (TVS)             | 季節運航：ドゥブロヴニク、ファロ、マラガ |
| スマートウィングズ・ハンガリー (TVL) | 季節運航・チャーター便：アガディール、アンタルヤ、バルセロナ/エル・プラット、ブルガス、ボドルム、ハニア、エンフィダ、ジローナ、イズミル、カヴァラ、コス、ランサローテ、パルマ・デ・マヨルカ、パフォス、ロードス、テッサロニキ、ティラナ、ヴァルナ、ザキントス |
| スマートウィングズ・ポーランド (TVP) | チャーター便：フエルテベントゥラ、ランサローテ、サル 季節運航・チャーター便：アガディール、アンタルヤ、アテネ、バルセロナ/エル・プラット、ブルガス、ボドルム、ハニア、コルフ、ダラマン、ドゥブロヴニク、エンフィダ、ファロ、ジローナ、フルガダ、イズミル、カヴァラ、コス、ラメーツィア・テルメ、マラガ、マルサ・アラム、ミティリーニ、パルマ・デ・マヨルカ、パフォス、ラアス・アル＝ハイマ、ロードス、サラーラ、サモス、シャルム・エル・シェイク、スキアトス、スプリト、タバ、テッサロニキ、ティラナ、ヴァルナ、ザキントス、ザンジバル |
| サンエクスプレス (SXS)               | アンタルヤ 季節運航：イズミル |
| トランサヴィア (TRA)                 | アムステルダム |
| TUIフライ・ネーデルラント (TFL)      | 季節運航・チャーター便：プンタ・カナ |
| ウィズエアー (WZZ)                   | オーレスン、バルセロナ/エル・プラット、ベルガモ、ベルゲン、ブリストル、ケルン/ボン、ドンカスター/シェフィールド、ドルトムント、アイントホーフェン、フエルテベントゥラ、ハルキウ、キーウ/ジュリャーヌィ、クタイシ、ラルナカ、リバプール、ロンドン/ルートン、リヴィウ、マルメ、マルタ、オデッサ (2019年11月2日運航開始)、サンデフィヨルド、レイキャヴィーク/ケプラヴィーク、ローマ/チャンピーノ、スタヴァンゲル、ストックホルム/スカブスタ、テルアビブ/ベン・グリオン、テネリフェ/スール 季節運航：アルゲーロ、アテネ、バーリ、ボローニャ、ブルガス、カステリョン、カターニア、ドバイ/アール・マクトゥーム、グラスゴー、リスボン、マラガ、ナポリ、ポドゴリツァ、ポルト、サンタンデール、スプリト |

### 貨物便
| 航空会社                         | 就航地                                                                        |
| -------------------------------- | ----------------------------------------------------------------------------- |
| ASL航空ベルギー (TAY)            | リエージュ                                                                    |
| ASL航空アイルランド (ABR)        | ケルン/ボン、ライプツィヒ/ハレ、パリ/シャルル・ド・ゴール、シュトゥットガルト |
| ブルーバード・カーゴ (BBD)       | ライプツィヒ/ハレ、リエージュ、ティミショアラ、ワルシャワ/ショパン            |
| カーゴエア (CGF)                 | ライプツィヒ/ハレ、リエージュ、ヴェネツィア                                   |
| DHLアビエーション                | ライプツィヒ/ハレ                                                             |
| ファーンエア・ヨーロッパ (FNE)   | ケルン/ボン                                                                   |
| フェデックス・エクスプレス (FDX) | ティミショアラ、ワルシャワ/ショパン                                           |
| UPS航空 (UPS)                    | ケルン/ボン                                                                   |
| ウエスト・アトランティック (SWN) | ケルン/ボン、ライプツィヒ/ハレ、オスロ/ガーデモエン                           |

## 拠点空港・焦点空港としている航空会社
旅客便6社、貨物便1社が拠点空港としている。

### 旅客便
- ブルーパノラマ航空 (BPA)
- エンター・エア (ENT)
- LOTポーランド航空 (LOT)
- ライアンエアー・サン (RYS)
- スマートウィングズ・ポーランド (TVP)
- ウィズエアー (WZZ)

### 貨物便
- ASL航空アイルランド (ABR)

## 統計

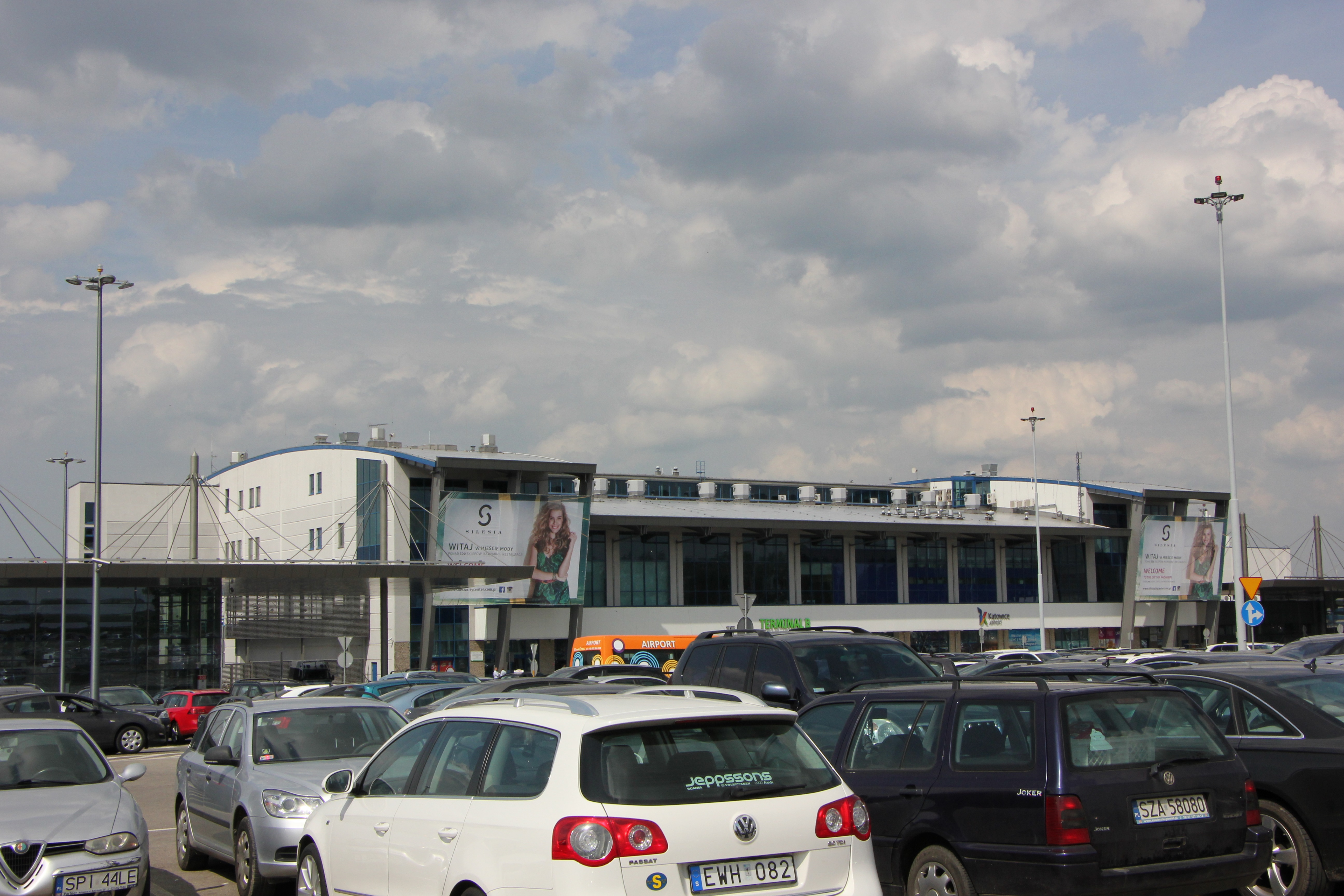
駐車場P1からBターミナルを望む

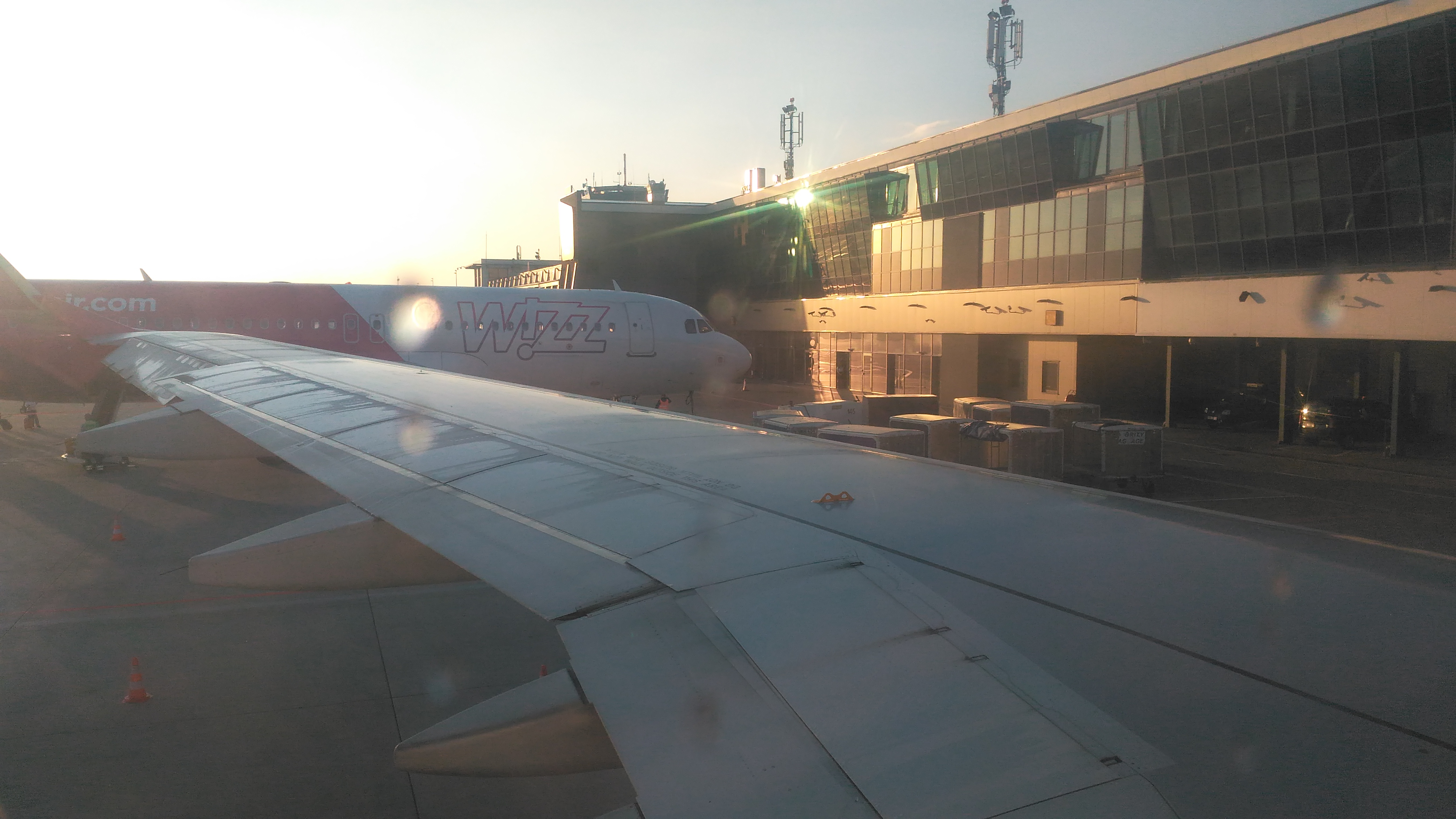
出発待機中の航空機の中から主翼越しにBターミナルを見る

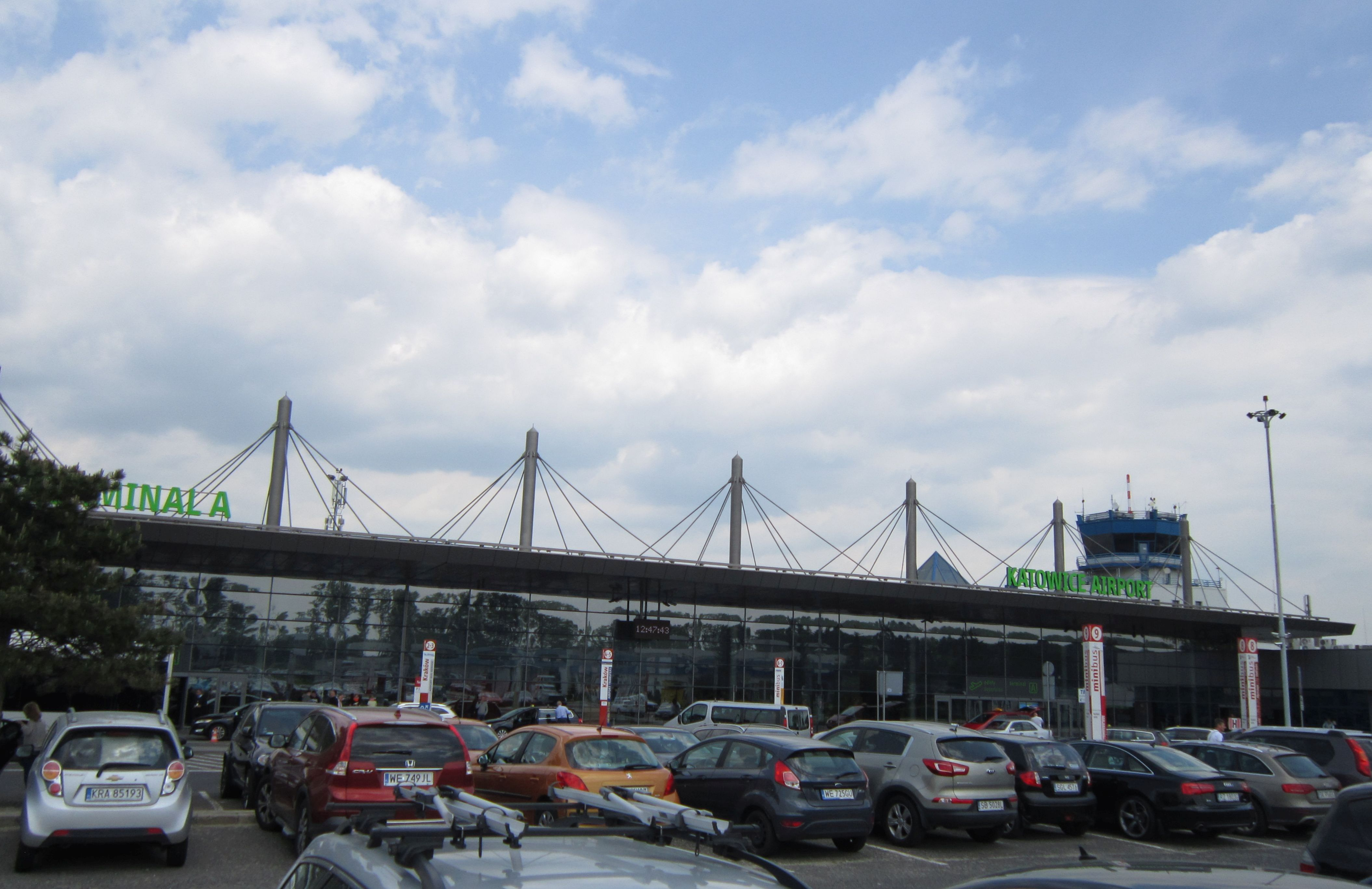
駐車場1からAターミナルを望む

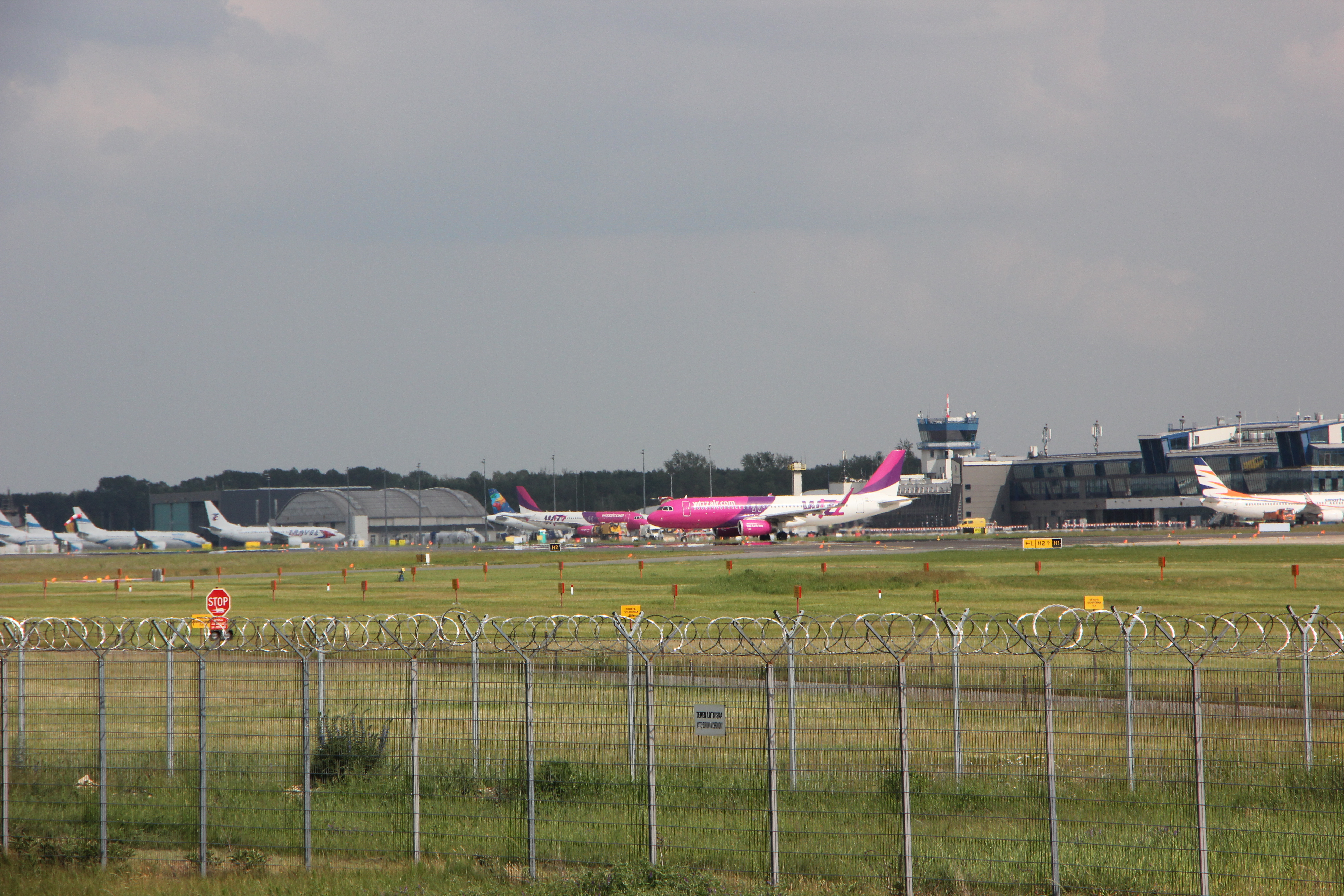
スポッティング・プラットホームから滑走路とエプロンを望む

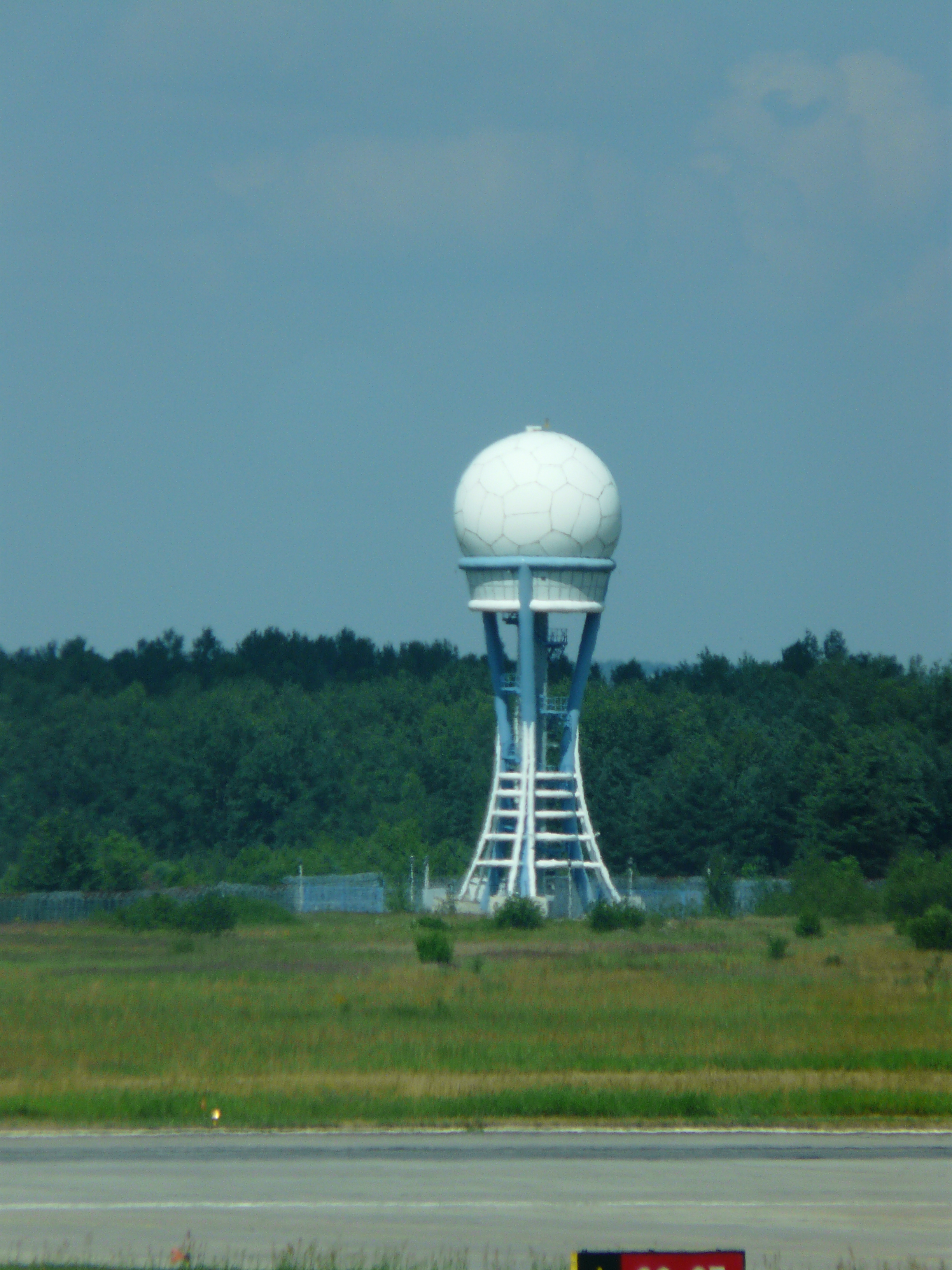
カトヴィツェ空港の気象レーダー

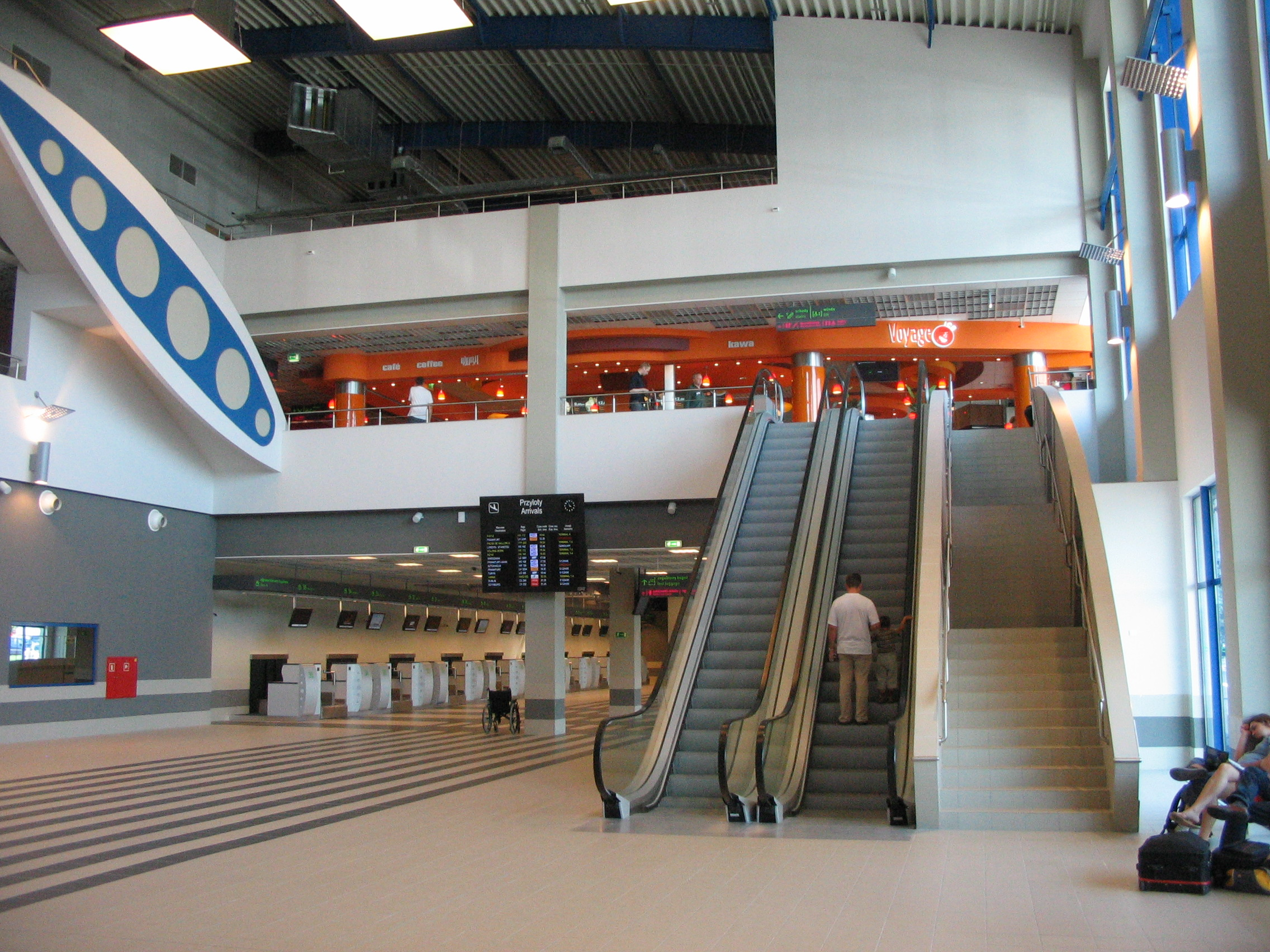
Bターミナル内の風景

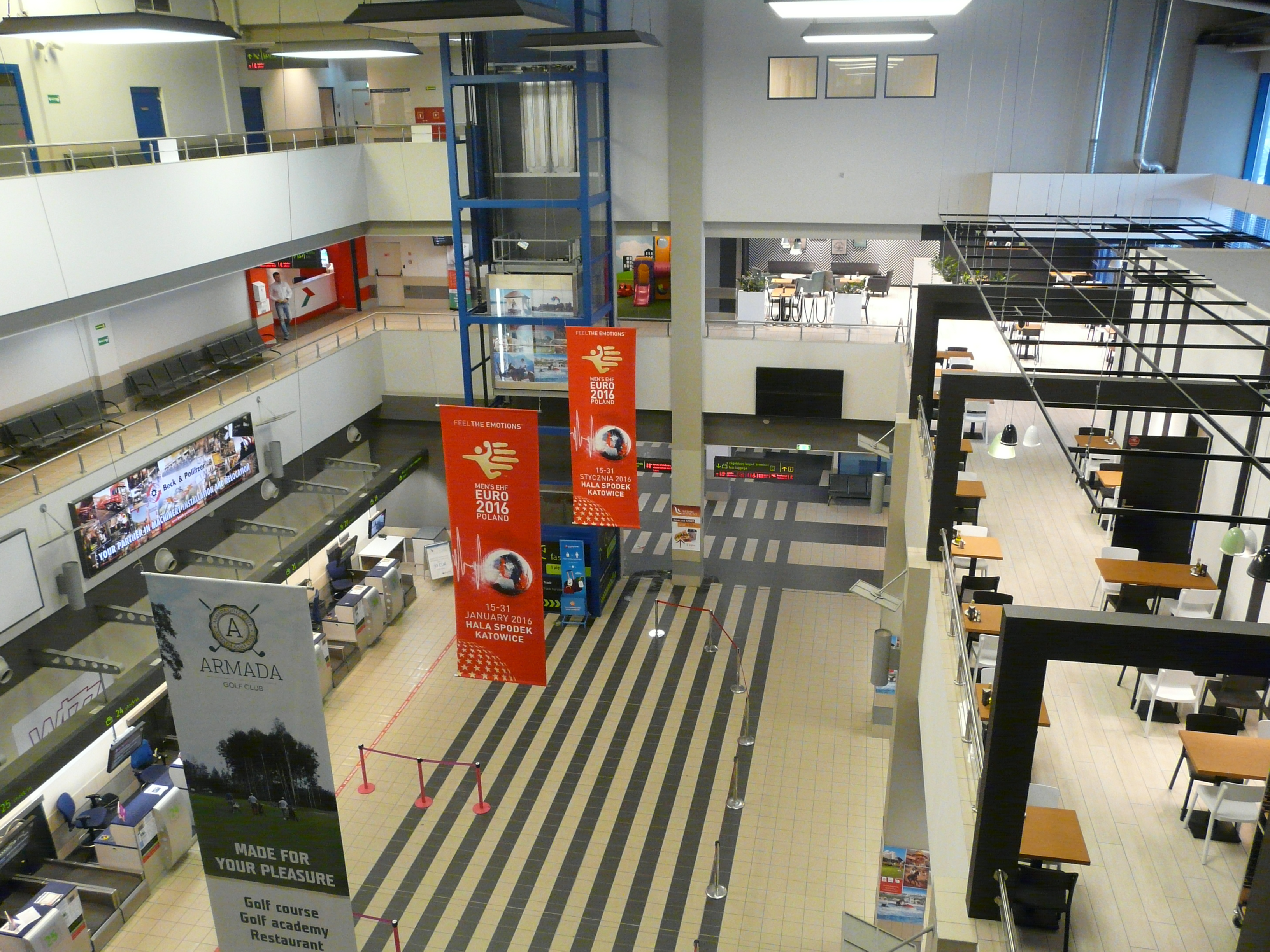
Bターミナル3階から1階を見下ろす

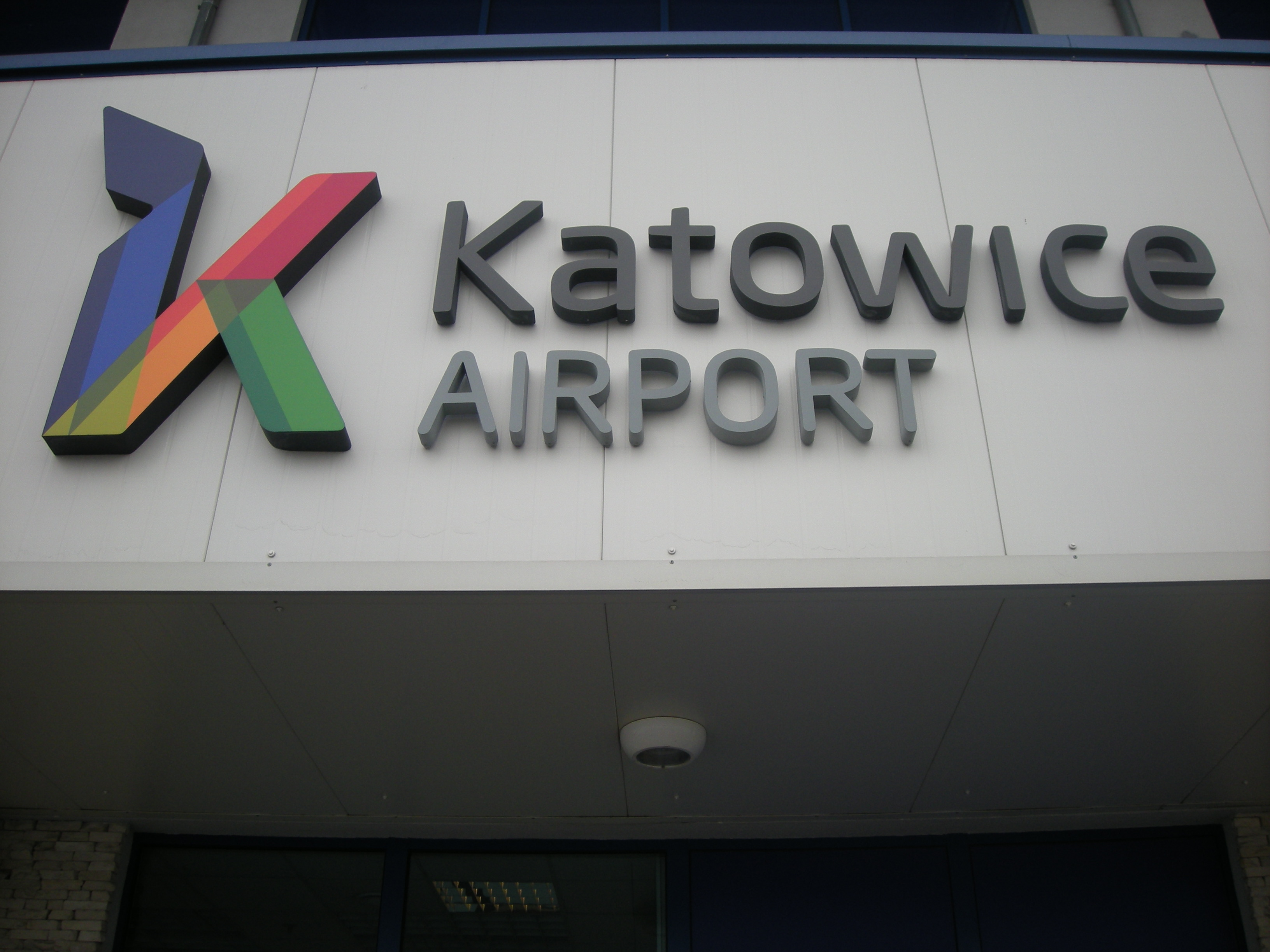
Bターミナル外壁にあるロゴ

### 空港利用統計
| 年     | 旅客数      | 発着回数 | 貨物取扱量 |
| ------ | ----------- | -------- | ---------- |
| 1996年 | 68,203人    | 3,586回  | 596トン    |
| 1997年 | 101,054人   | 4,290回  | 1,241トン  |
| 1998年 | 150,724人   | 6,256回  | 1,365トン  |
| 1999年 | 170,230人   | 6,510回  | 1,522トン  |
| 2000年 | 168,126人   | 8,710回  | 7,745トン  |
| 2001年 | 180,015人   | 9,441回  | 2,196トン  |
| 2002年 | 202,267人   | 8,389回  | 2,886トン  |
| 2003年 | 257,991人   | 9,375回  | 3,548トン  |
| 2004年 | 622,612人   | 13,803回 | 5,038トン  |
| 2005年 | 1,092,358人 | 16,222回 | 5,636トン  |
| 2006年 | 1,458,411人 | 21,014回 | 6,113トン  |
| 2007年 | 1,995,914人 | 24,489回 | 7,795トン  |
| 2008年 | 2,426,942人 | 27,030回 | 12,703トン |
| 2009年 | 2,364,613人 | 26,206回 | 6,543トン  |
| 2010年 | 2,403,253人 | 26,770回 | 11,195トン |
| 2011年 | 2,544,124人 | 29,259回 | 12,138トン |
| 2012年 | 2,550,848人 | 30,584回 | 10,546トン |
| 2013年 | 2,554,198人 | 28,990回 | 10,877トン |
| 2014年 | 2,695,732人 | 28,771回 | 16,269トン |
| 2015年 | 3,069,279人 | 31,727回 | 16,119トン |
| 2016年 | 3,221,261人 | 31,013回 | 17,674トン |
| 2017年 | 3,892,941人 | 34,725回 | 17,779トン |
| 2018年 | 4,838,149人 | 41,007回 | 18,547トン |

### 繁忙航路
| 順位 | 空港                | 旅客数 (×1000) |
| ---- | ------------------- | -------------- |
| 1    | ロンドン/ルートン   | 374,0人        |
| 2    | ドルトムント        | 259,0人        |
| 3    | アンタルヤ          | 216,0人        |
| 4    | アイントホーフェン  | 142,0人        |
| 5    | ワルシャワ/ショパン | 142,0人        |
| 6    | フランクフルト      | 134,0人        |
| 7    | ブルガス            | 132,0人        |
| 8    | フルガダ            | 117,0人        |
| 9    | イラクリオン        | 99,0人         |
| 10   | ロードス            | 79,0人         |

## アクセス

### 自動車
空港はカトヴィツェやチェンストホヴァ、クラクフ、オポーレ、グリヴィツェ、キェルツェ、オシフィエンチム、ティヒなどの都市から高速S1号線や国道86号線、高速A4号線、国道94号線、国道78号線、高速A1号線経由でアクセスすることができる。また、空港ではタクシーやUber（配車サービス）も利用できる。空港には3,922の駐車スペースがある。また、プレミアム駐車場も存在するほかレンタカーも利用することができる。

### バス
- カトヴィツェ空港とカトヴィツェ、ティヒ、グリヴィツェ、ザブジェ、ホジュフ、ソスノヴィエツ、ベンジン、ピェカルィ・シロンスキェ、シェミャノヴィツェ・シロンスキェ、ミコウフを結ぶ直通バスが3系統 (AP1、AP2、AP3) 出ている[57]。このバスで空港からカトヴィツェ市内中心部までは約1時間かかる[58][59][60]。
- フリックスバスはカトヴィツェ空港とカトヴィツェ、クラクフ、チェンストホヴァ、ホジュフ、ビトムを結ぶバスを運行している[61][62]。
- マトゥスゼック・バス・コーポレーションはカトヴィツェ空港とカトヴィツェ市内中心部およびクラクフ市内中心部を結ぶバスを運行している[63]。
- P-Air ピジョビツェエキスプレス (ウィズエアーの公式会社) は空港とクラクフ、チェンストホヴァを結ぶバスを運行している[63]。
- レオ・エクスプレスは空港とオストラヴァ、リブニク、グリヴィツェ、ボフミーンを結ぶ直通バスを運行している[63]。
- 路線バスはビトム行きが発着しており、カトヴィツェ市内中心部へはビトムで乗り換えとなる。

バス停はBターミナルとCターミナルの隣にある。

### 鉄道
現在、カトヴィツェ空港への空港連絡鉄道は存在していないが、カトヴィツェと空港間の鉄道の建設が計画されている。また、シェビエシュとタルノフスキェ・グルィからの鉄道も計画されている。

## 事故
- 2007年10月27日、国際連合によってチャーターされたボーイング737-800がカトヴィツェ空港へ低高度で進入していたところ多数の進入灯および着陸灯を破壊した[65]。乗員乗客に怪我人はいなかったが、進入灯は事故後3週間に渡って使用できなかった。
- 2013年3月12日、トラベル･サービス7137便（ボーイング737）が現地時間19時前に雪の積もった滑走路でオーバーラン、前輪が滑走路端20m先の軟弱地盤に約3フィート (1m) の深さに沈み込み自走が不可能となった。乗客176人と乗員6人に怪我はなかったが、空港は航空機が回収・撤去された翌13日17時まで閉鎖された[66]。
- 2014年7月5日、ルフトハンザ・シティーラインの運行するルフトハンザドイツ航空1360便が着陸時に誤って建設中の新しい滑走路に着陸した。乗員乗客に怪我人はおらず、新滑走路にはエプロンと接続する誘導路がまだ無かったため一旦新滑走路で離陸を行い本来の滑走路へ着陸しなおした[67]。